# Paraconchoecia hoensis
Paraconchoecia hoensis är en kräftdjursart som beskrevs av Poulsen 1973. Paraconchoecia hoensis ingår i släktet Paraconchoecia och familjen Halocyprididae. Inga underarter finns listade i Catalogue of Life.